# هالة غوراني
هالة غوراني (1 مارس 1970) (بالإنجليزية: Hala Gorani)‏ هي صحفية أمريكية من أصل سوري لأبوين سوريين هاجرا إلى أمريكا تعمل في المكتب الرئيسي لسي إن إن في أتلانتا، جورجيا. سابقاً كانت تعمل في مكتب لندن كمذيعة لبرنامج «عالمك اليوم» (Your World Today) مع جيم كلانسي. كما أنها تقدم برنامج «المكتب الدولي» (International Desk) والبرنامج الشهري «داخل الشرق الأوسط» (Inside the Middle East).

## حياتها
ولدت هالة غوراني في سياتل، واشنطن، الولايات المتحدة الأمريكية لأبوين سوريين. مهاجرين من حلب. لكنها نشأت في باريس، فرنسا. كما أنها عاشت لفترة في الجزائر. حصلت على شهادة البكالوريوس في الاقتصاد من جامعة جورج ماسون بالقرب من واشنطن دي سي، كما تخرجت من معهد الدرسات السياسية بباريس في عام 1995.

## عملها
بدأت عملها كصحفية في لا فوه دي نورد (بالفرنسية: La Voix du Nord)‏ ووكالة فرانس برس قبل أن تنضم إلى فرانس 3 في عام 1994. وانضمت إلى سي إن إن في لندن في عام 1998.
عملت على تغطية أحداث الحرب بين حزب الله وإسرائيل في عام 2006 من مكتب سي إن إن في لبنان. كما أنها أعدت العديد من التقارير من سورية، لبنان، السعودية، العراق، مصر.
كما أنها قادت حملة تغطية الانتخابات الرئاسية الفرنسية (2007) في أبريل 2007. وغطت من باريس تبعات الهجوم على صحيفة شارلي إبدو في يناير 2015.

## حياة شخصية
تتكلم هالة غوراني اللغات الإنكليزية، الفرنسية والعربية وتقيم حالياً في لندن.